# Fort Wayne Zollner Pistons 1943-1944
La stagione 1943-1944 dei Fort Wayne Zollner Pistons fu la 3ª nella storia della franchigia. I Pistons vinsero per la prima volta il titolo NBL.
I Fort Wayne Zollner Pistons arrivarono primi in stagione regolare con un record di 18-4, qualificandosi per i play-off. In semifinale sconfissero i Cleveland Chase Brassmen (2-0), e nella serie finale ebbero la meglio sugli Sheboygan Red Skins (3-0).

## Roster
|  | Naz.                   | Ruolo | Sportivo        | Anno | Alt. | Peso |  |
|  | ---------------------- | ----- | --------------- | ---- | ---- | ---- |  |
|  | Stati Uniti (bandiera) | G     | Bobby McDermott | 1914 | 180  | 82   |  |
|  | Stati Uniti (bandiera) | G     | Buddy Jeannette | 1917 | 180  | 79   |  |
|  | Stati Uniti (bandiera) | AC    | Jake Pelkington | 1916 | 198  | 100  |  |
|  | Stati Uniti (bandiera) | AC    | Jerry Bush      | 1914 | 191  | 91   |  |
|  | Stati Uniti (bandiera) | AC    | Blackie Towery  | 1920 | 193  | 95   |  |
|  | Stati Uniti (bandiera) | GA    | Chick Reiser    | 1914 | 180  | 75   |  |
|  | Stati Uniti (bandiera) | AG    | Paul Birch      | 1910 | 185  | 86   |  |
|  | Stati Uniti (bandiera) | GA    | Dale Hamilton   | 1919 | 183  | 82   |  |

## Staff tecnico
- Allenatore: Bobby McDermott